# 1931
| 1931                                                                     |
| ------------------------------------------------------------------------ |
| Dødsfald - Fødsler                                                       |
| • Begivenheder • Film • Litteratur • Musik • Politik • Sport • Videnskab |

| Gregoriansk kalender | 1931 MCMXXXI            |
| Ab urbe condita      | 2684                    |
| Armensk kalender     | 1380 ԹՎ ՌՅՁ             |
| Kinesiske kalender   | 4627 – 4628 庚午 – 辛未 |
| Etiopisk kalender    | 1923 – 1924             |
| Jødisk kalender      | 5691 – 5692             |
| Hindukalendere       |                         |
| - Vikram Samvat      | 1986 – 1987             |
| - Shaka Samvat       | 1853 – 1854             |
| - Kali Yuga          | 5032 – 5033             |
| Iransk kalender      | 1309 – 1310             |
| Islamisk kalender    | 1350 – 1351             |

Konge i Danmark: Christian 10. 1912-1947
Se også 1931 (tal)

## Begivenheder

### Februar
- 9. februar – Tuborgfondet grundlægges på 40 års dagen for etableringen af De forenede Bryggerier
- 10. februar - New Delhi bliver hovedstad i Indien

### Marts
- 3. marts - "The Star-Spangled Banner" bliver USA's nationalsang
- 19. marts - Staten Nevada legaliserer hasardspil

### April
- 24. april - I Tyrkiet opnår alle kandidater, som er opstillet af Kemal Atatürks parti, valg til parlamentet
- 30. april - Det borende X anholdes i København; han viser sig at være en stilfærdig grønthandler

### Maj
- 1. maj - Empire State Building åbner
- 14. maj - under oprøret i Ådalen i Sverige bliver 5 mennesker dræbt, da soldater åbner ild mod en fagforeningsdemonstration

### Juni
- 28. juni - en norsk fanger - Devold - okkuperer Østgrønland, og kalder det Norges og Erik den Rødes land

### Juli
- 13. juli - Danmark indklager Norge for Folkeforbundet som følge af den norske besættelse af Østgrønland

### August
- 2. august - Albert Einstein opfordrer alle videnskabsmænd til at nægte at arbejde med militære formål

### September
- 29. september - Danmark følger England og ophæver retten til at ombytte papirpenge med guld

### Oktober
- 5. oktober -  Major Clyde Pangborn og Hugh Horndorn bliver de første, der flyver nonstop over Stillehavet
- 10. oktober - Kongeskibet Dannebrog bliver søsat
- 11. oktober - Den katolske kirke indfører Maria Moderskab (Maternità di Maria Santissima) som en af Mariadagene
- 17. oktober -  Al Capone idømmes 11 års fængsel for skattesnyd
- 19. oktober - Landstinget vedtager omfattende kriselove for at hjælpe landbruget

### November
- 21. november - Gyserfilmen Frankenstein har premiere i USA

### December
- 5. december - Frelseren Kristus-Katedralen i Moskva blev ødelagt ved kendelse af Josef Stalin.

## Født

### Januar
- 5. januar – Robert Duvall, amerikansk skuespiller.
- 12. januar – Jørn Hjorting, dansk radio- og tv-vært.
- 14. januar – Caterina Valente, italiensk sangerinde.
- 16. januar – Preben Uglebjerg, dansk skuespiller og entertainer (død 1968).
- 17. januar – James Earl Jones, amerikansk skuespiller (død 2024).
- 24. januar – Ib Nørholm, dansk komponist (død 2019).
- 24. januar – Lis Adelvard, dansk skuespillerinde.
- 25. januar – Stikkan Anderson, svensk komponist og viseforfatter (død 1997).

### Februar
- 6. februar – Rip Torn, amerikansk skuespiller (død 2019).
- 9. februar – Kai Løvring, dansk skuespiller (død 2002).
- 13. februar – Jørgen Kiil, dansk skuespiller (død 2003).
- 18. februar – Toni Morrison, amerikansk forfatter (død 2019).
- 19. februar – Perry Knudsen, dansk trompetist (død 2009).

### Marts
- 2. marts − Mikhail Gorbatjov, tidligere sovjetisk præsident (død 2022).
- 4. marts − Sonya Hedenbratt, svensk sanger og skuespiller (død 2001).
- 12. marts − Knut Bohwim, norsk skuespiller og instruktør (død 2020).
- 15. marts − Willy Omme, dansk galleriejer og kunsthandler (død 2008).
- 23. marts − Viktor Kortjnoj, schweizisk skakstormester (død 2016).
- 26. marts − Leonard Nimoy, amerikansk skuespiller (død 2015).

### April
- 7. april – Daniel Ellsberg, amerikansk akademiker (død 2023).

### Maj
- 24. maj – Michael Lonsdale, fransk skuespiller (død 2020).
- 26. maj – Mogens Pedersen, dansk skuespiller, sceneinstruktør og teaterleder (død 2022).
- 29. maj – Hans Jørgen Jensen, dansk journalist (død 2019).
- 31. maj – Bjørn Andersen, dansk atlet (død 2006).

### Juni
- 10. juni – João Gilberto, brasiliansk sanger og guitarist (død 2019).
- 20. juni – Arne Nordheim, norsk komponist (død 2010).
- 20. juni - Rikki Septimus, sydafrikansk danser, musicalartist, koreograf og regissør (død 2007).
- 23. juni - Ola Ullsten, svensk diplomat (død 2018).

### Juli
- 3. juli – Frits Helmuth, dansk skuespiller (død 2004).
- 7. juli – Palle Kjærulff-Schmidt, dansk film- og sceneinstruktør (død 2018).
- 10. juli – Alice Munro, canadisk forfatter (død 2024).
- 22. juli – Guido de Marco, maltesisk politiker og præsident (død 2010).
- 31. juli – Ivan Rebroff, tysk sanger (død 2008).

### August
- 18. august – Erik Kjersgaard, dansk historiker og museumsdirektør (død 1995).

### September
- 3. september – Ingmar Lindmarker, svensk journalist og forfatter (død 2015).
- 10. september – Philip Baker Hall, amerikansk skuespiller (død 2022).
- 16. september – Jan Johansson, svensk jazzpianist og komponist (død 1968).
- 29. september – Anita Ekberg, svensk filmskuespillerinde (død 2015).

### Oktober
- 7. oktober – Desmond Tutu, sydafrikansk ærkebiskop og menneskerettighedsaktivist (død 2021).
- 15. oktober - Abdul Kalam, indisk ingeniør og politiker (født 2015).

### November
- 7. november – Bent Hansen, dansk politiker, minister og redaktør (død 2000).
- 13. november – Tony Rodian, dansk skuespiller (død 1995).
- 15. november – Mwai Kibaki, kenyansk præsident (død 2022).

### December
- 4. december – Per Wiking, dansk studievært (død 2007).
- 15. december – Klaus Rifbjerg, dansk forfatter (død 2015).
- 27. december – Scotty Moore, amerikansk rock-guitarist (død 2016).
- 31. december – Niels Højlund, dansk forfatter og foredragsholder (død 2014).
- ukendt dato - Jawdat Said syrisk islamisk lærd (død 2022).

## Dødsfald

### Januar
- 20. januar − Margrethe Munthe, norsk forfatter (født 1860).
- 23. januar – Anna Pavlova, russisk balletdanser (født 1881).
- 27. januar – Thorkild Henningsen, dansk arkitekt (født 1884).

### Februar
- 16. februar – Julius Petersen, dansk kemiker og professor (født 1865).
- 18. februar – Peter Elfelt, kgl. dansk hoffotograf (født 1866).
- 22. februar – Carl Claudius, dansk fabrikant, generalkonsul og samler (født 1855).
- 23. februar - Nellie Melba, australsk sopransanger (født 1861).
- 26. februar - Otto Wallach, tysk kemiker og nobelprismodtager (født 1847).

### Marts
- 11. marts - F.W. Murnau, tysk filminstruktør (født 1888).
- 19. marts – Torvald Køhl, dansk astronom (født 1852).
- 20. marts - Hermann Müller, tysk kansler (født 1876).
- 21. marts – Erik Schmedes, dansk operasanger (født 1868).

### April
- 8. april – Erik Axel Karlfeldt, svensk digter, forfatter og nobelprismodtager (født 1864).
- 11. april – Sophus Claussen, dansk forfatter (født 1865).
- 15. april – Knud V. Engelhardt, dansk arkitekt og bogtrykker (født 1882).

### Maj
- 9. maj – Albert Abraham Michelson, amerikansk fysiker og nobelprismodtager (født 1852).
- 9. maj - Thorvald Gundestrup, dansk arkitekt (født 1869).
- 24. maj – Vagn Jacobsen, dansk bryggeridirektør og museumsgrundlægger (født 1884).
- 25. maj – Urban Johansen, dansk opfinder (født 1851).

### Juni
- 7. juni – Arnold Krog, dansk arkitekt, maler og professor (født 1856).
- 12. juni – Nathan Söderblom, svensk teolog, ærkebiskop og nobelprismodtager (født 1866).
- 17. juni – Emil Bähncke, dansk sennepfabrikant (født 1860).
- 17. juni – Vilhelm Petersen, dansk arkitekt (født 1851).
- 17. juni - Anton Nyström, svensk læge og institutgrundlægger (født 1842).
- 22. juni – Armand Fallières, fransk præsident (født 1841).

### Juli
- 2. juli – Harald Høffding, dansk filosof og professor (født 1843).

### August
- 30. august – Emilie Sannom, dansk skuespiller og luftakrobat (født 1886).

### September
- 2. september - Gustav Vermehren, dansk maler (født 1863).
- 11. september – Maria Nielsen, dansk rektor og historiker (født 1882).
- 13. september – Lili Elbe, dansk maler (født 1882).
- 14. september – J.H. Nebelong, dansk organist, sanginspektør og professor (født 1847).
- 21. september – Morten Pontoppidan, dansk præst, forfatter og højskoleforstander (født 1851).
- 21. september - N.V. Dorph, dansk maler (født 1862).
- 22. september – Daniel Bruun, dansk forfatter, arkæolog og kaptajn (født 1856).
- 23. september – Asger Ostenfeld, dansk ingeniør og professor (født 1866).

### Oktober
- 2. oktober – Thomas Lipton, skotsk fabrikant, grundlægger og sejlsportsmand (født 1848).
- 3. oktober – Carl Nielsen, dansk komponist (født 1865).
- 7. oktober - Eugen Schmidt, dansk idrætspioner (født 1862).
- 13. oktober – Knud Holmboe, dansk journalist, eventyrer og muslim (født 1902).
- 14. oktober - H.C. Glahn, dansk arkitekt (født 1850).
- 18. oktober – Thomas Edison, amerikansk opfinder (født 1847).

### November
- 4. november – Buddy Bolden, amerikansk jazzmusiker (født 1877).
- 15. november - Adolf Oppermann, dansk forstander og professor (født 1861).
- 25. november - Knud Hjortø, dansk forfatter (født 1869).

### December
- 5. december – Vachel Lindsay, amerikansk poet og maler (født 1879).
- 20. december – Edvard Brandes, dansk politiker, forfatter og redaktør (født 1847).
- 31. december – Jacob Appel, dansk højskoleforstander og politiker (født 1866).

## Nobelprisen
- Fysik – Ingen prisuddeling.
- Kemi – Carl Bosch, Friedrich Bergius
- Medicin – Otto Heinrich Warburg
- Litteratur – Erik Axel Karlfeldt
- Fred – Jane Addams (USA), international præsident Women's International League for Peace and Freedom : Nicholas Murray Butler (USA) for promovering af Briand-Kellogg-pagten.

## Sport
- Ryder Cup, golf – USA 9-Storbritannien 3

## Musik
- 3. marts – The Star-Spangled Banner bliver USA's nationalsang

### Klassisk musik
- 14. august – Carl Nielsens Commotio for orgel, komponistens sidste større værk, bliver uropført af Emilius Bangert i Aarhus Domkirke

## Film
- 7. maj - den første danske tonefilm, Præsten i Vejlby, vises i Kinopalæet i København

## Bøger
- Midt i en jazztid – Knud Sønderby